# Ienkhor
Ienkhor (en rus: Енхор) és un poble de la República de Buriàtia, a Rússia, segons el cens del 2013 tenia 797 habitants.